# Gyttorp
Gyttorp – miejscowość (tätort) w Szwecji, w regionie administracyjnym (län) Örebro, w gminie Nora.
Według danych Szwedzkiego Urzędu Statystycznego liczba ludności wyniosła: 671 (31 grudnia 2015), 711 (31 grudnia 2018) i 706 (31 grudnia 2019).